# Apartheid in Zuid-Afrika

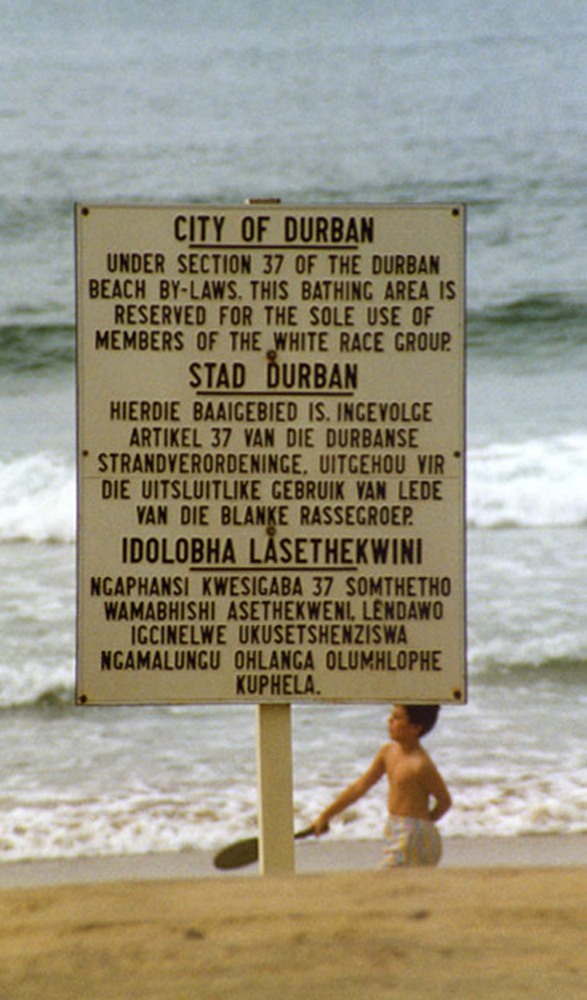
1989: een bord geeft in het Engels, Afrikaans en Zoeloe aan dat dit strand in Durban bedoeld is vir die uitsluitlike gebruik van lede van die blanke rassegroep.

Apartheid in Zuid-Afrika was het officiële systeem van rassensegregatie dat tussen 1948 en 1990 in Zuid-Afrika en Zuidwest-Afrika (het huidige Namibië) in werking was. In Zuidwest-Afrika werd de apartheid officieel ingevoerd door Zuid-Afrika, dat het land tussen 1919 en 1966 officieel bestuurde als mandaatgebied. Ook in enkele andere landen in Zuidelijk Afrika, zoals de Britse kolonie Republiek Rhodesië en de Portugese kolonie Angola, werd een apartheidsbewind gevoerd door een blanke minderheid.
Het woord apartheid evolueerde in het Afrikaans van het oorspronkelijke "het afgezonderd leven" tot het latere "het afgescheiden leven op grond van ras" in een politiek systeem. Het woord is in de meeste andere talen onvertaald overgenomen en werd een synoniem voor elke vorm van rassenscheiding. Apartheid hing samen met het systeem van baasskap, de superioriteit van de blanke minderheid.
In het internationaal recht is apartheid als politiek systeem aangemerkt als misdaad tegen de menselijkheid.

## Etymologie
Het begrip apartheid is synoniem met rassenscheiding en rassensegregatie. Het woord komt uit het Afrikaans en is een samenstelling van het Oudfrans 'a part ‘id', wat gescheiden betekent, en het achtervoegsel 'heid' van Middelnederlands -heide, -heit, -heet, -hede.(van het Protogermaans *khaidus/eer, waardigheid van). In Zuid-Afrika vóór de invoering van de apartheidspolitiek betekende 'apart' "die toestand van afgeskeie of afgesonder te wees" (het afgezonderd zijn).
Na het opkomen van de apartheid kreeg het de tegenwoordige betekenis van ‘rassensegregatie’ ofwel ‘segregatie op grond van ras’. In die betekenis is het als leenwoord in de meeste andere talen onvertaald overgenomen en werd het een synoniem voor elke vorm van opgelegde rassenscheiding.
Als verwijzing naar een politiek systeem van apartheid zou het woord voor het eerst zijn gebruikt in 1948 in een verkiezingsmanifest van de (Herenigde) Nasionale Party. Deze partij wilde een gescheiden ontwikkeling van blanken, zwarten, kleurlingen en Indiërs, om de identiteit van elk ras in Zuid-Afrika te verzekeren.

## Kolonisatie
In de 19de eeuw begonnen rivaliserende westerse landen – op zoek naar grondstoffen en koloniale producten – met de massale kolonisatie van Afrika. Daarnaast werden – als rechtvaardiging van deze kolonisatie, alsook om de uitvoering ervan praktisch te ondersteunen – de plaatselijke bevolkingen tot het christendom bekeerd en hen de westerse normen en waarden opgelegd. De belangrijkste koloniserende machten waren in Afrika met name het Britse Rijk en het Franse koloniale rijk en in Zuidelijk Afrika ook Portugal en het Duitse Keizerrijk.

## Ideologie
Europese kolonisten vonden dat zij het recht hadden om na Amerika ook Afrika te koloniseren. Aan de hand van Bijbelteksten redeneerden zij dat het goed zou zijn als de verschillende volken apart zouden leven en in hun eigen gebied hun leefwijze en cultuur verder zouden ontwikkelen, met de blanke cultuur als superieur lichtend voorbeeld. Zo zouden de Afrikanen in hun ogen, tot op zekere hoogte, geleidelijk volgens opgelegde Europese normen en waarden beschaafd worden.
Vanuit de Nederduitse Gereformeerde Kerk (NGK) werd apartheid verdedigd met een beroep op God als Hammabdil of Skeidingmaker na de toren van Babel. Totius (J.D. du Toit) baseerde zijn ideeën vooral op die van Abraham Kuyper.
In 1944 schreef Totius:
Ek begin met die eerste bladsy van die Skrif. God sal ‘n kosmos skep, ‘n skone eenheid. Hoe tree Hy op? As Hammabdil, d.w.s. as Skeidingmaker. [...]
Enersyds is dit God die Here wat die mense uit Babel vandaan “oor die hele aarde verstrooi” (Gen. 11:9), en andersyds is dit die nasies op die aarde wat hulle “verdeel het na die vloed.” (Gen. 10:32). [...]
Die volke moet hulleself dus handhaaf, en dit teenoor die Babiloniese gees van eenmaking. [...]
Slawerny is, dank aan God, afgeskaf. Dit was ‘n gruwel. Hier het die Christelike beginsel deurgewerk. Desondanks bly daar egter ‘n onderhorigheid, ‘n sosiale gesag, ‘n verskeidenheid van staat (status). Ten opsigte van die naturelle spreek ons meer van die Christelike voogdyskap oor hulle.
Deze theologische uitleg rechtvaardigde een hiërarchisch racisme. De (blanke) Afrikaners zouden een uitverkoren volk zijn. Er werden aparte kerken voor niet-blanken opgericht onder voogdij van blanken. In Nederland werd dit standpunt bij de protestanten lang verdedigd door onder meer de Gereformeerde Bond, de Gereformeerde Kerken vrijgemaakt en de Christelijke Gereformeerde Kerken. De NGK ging daarbij uit van Kuyper's idee van soevereiniteit in eigen kring. De Nederlandse Hervormde Kerk en vooral de Gereformeerde Kerken in Nederland waren juist vroege tegenstanders.

## Bestuur en systeem

### Pre-apartheid
De basis voor de apartheid werd feitelijk al gelegd na de Tweede Boerenoorlog, (1899-1902) in de Unie van Zuid-Afrika, de voorloper van Zuid-Afrika die vanaf 1910 als volledig zelf-regerend dominion van het Britse Rijk werd bestuurd door een blanke minderheidsregering. In de kolonies die de Unie vormden werden zelfs al eerder diverse wetten ingevoerd om landbezit en stemrecht voor niet-blanken in te perken; in 1855 en 1886 in Transvaal, in 1891 in Oranje Vrijstaat en tussen 1887 en 1902 in de Britse Kaapkolonie. In 1902 werden in de Kaapkolonie met de Native Reserve Location Act No 40 de eerste townships van Cape Town gevestigd, waarheen niet-blanken konden worden gedeporteerd. De blanke bevolking bestond voor een groot deel uit Boeren, afstammelingen van eerder gevestigde Nederlandse blanke kolonisten, en daarnaast Britse blanke kolonisten.
Tussen 1910 en 1948 werd onder de diverse regeringen van de generaals Louis Botha, Jan Smuts en James Hertzog al veel discriminerende en racistische wetgeving ingevoerd. Zo werd in 1912 met de Land Settlement Act No 12 veel staatsland aan blanke boeren toegewezen. Ook werd in 1913 de Wet op Naturellengrond (Natives Land Act No 27) ingevoerd, die landeigendom en pachtrechten voor naturellen oftewel inheemsen of natives beperkte tot bepaalde niet-blanke gebieden en van 93% van alle Zuid-Afrikaanse land uitgesloten. In 1921 volgde de Durban Land Alienation Ordinance No 14, die zulke rechten in blanke wijken van Durban verbood voor Indiase arbeidsmigranten, en in 1923 de Naturellen-Stadsgebieden-Wet, No. 21 (Natives (Urban Areas) Act No 21), die voor heel Zuid-Afrika niet-blanke townships buiten de blanke gebieden instelde. Tot 1948 volgde nog veel van dergelijke wetgeving. Zulke segregatiewetten waren ook gebruikelijk in andere Britse gebieden zoals Kenia en Rhodesië.
De kabinetten van James Hertzog realiseerden een verdere politieke segregatie van blank en zwart. Een mijlpaal was de Representation of Natives Act No 12 van 1936. Niet-blanke kiezers van de Kaap werd daarmee, in navolging van de andere provincies, het algemene kiesrecht ontnomen. In plaats daarvan mochten de 'naturellen' alleen nog maar worden vertegenwoordigd door een blanke afgevaardigde in een adviesorgaan (de Natives Representative Council of NRC), dat zelf geen onderdeel van het parlement was. Bij de invoering van de Promotion of Bantu Self-Government Act No 46 in 1959 werd deze vertegenwoordiging alsnog afgeschaft.

### Apartheid

#### Invoering Kleine apartheid
Hendrik Verwoerd wordt naast D.F. Malan gezien als een van de architecten van de officiële apartheid vanaf 1948. Als hoogleraar sociologie zocht hij in de jaren 30 voor de Nasionale Party een methode om de armoede en werkloosheid onder de blanke Afrikaners te bestrijden. De oplossing die hij bedacht was het volledig scheiden van blank en zwart, alle rassen hun eigen gebied geven en hun eigen werk. De zwarten in reservaten, thuislanden genoemd, zouden aan hun eigen samenleving en zelfrespect kunnen bouwen.
In 1948 won de Nasionale Party de verkiezingen. De regeringen van de Nederduits Gereformeerde theoloog D.F. Malan maakten haast met de invoering van vrijwel onomkeerbare wetgeving, om volgende kabinetten voor voldongen feiten te plaatsen. Begonnen werd met de wijziging van artikel 1 van de Grondwet, die nu bepaalde dat het volk van de Unie van Zuid-Afrika "die soewereiniteit en leiding van die Almagtige God erken".
Verwoerd voerde van 1950 tot 1958 als minister van Naturellen Zaken (zaken betreffende de inheemsen of 'natives') in de regering van de Nasionale Party de eerste rassenwetten in. Van 1958 tot 1966 mocht hij als premier verder aan zijn ideeën uitvoering geven. In 1950 begon de Kleine apartheid of Petty Apartheid met de invoering van de Wet op bevolkingsregistratie (Population Registration Act No 30), waarmee de bevolking werd ingedeeld in rassen, te weten de zwarten, de blanken en de kleurlingen. Daarmee kon uitvoering worden gegeven aan de Wet op verbod van gemengde huwelijken (1949) en de Ontuchtwet (1950), een uitbreiding van Ontuchtwet No 5 van 1927, zodat het verbod op onderlinge seksuele omgang tussen blanken en zwarten werd uitgebreid tot personen met een bruine huidskleur. Voor de praktische uitvoering werd voor niet-blanken tevens het dragen van een identiteitspas met vingerafdrukken, foto en andere info, "dompas" genaamd, verplicht. De Groepsgebiedenwet (Group Areas Act No 41), die ook in 1950 werd aangenomen, was een uitbreiding van het townships-beleid en liep vooruit op de Grote apartheid, door de massale deportatie van niet-blanken naar townships en de afbraak van de oude gemengde wijken mogelijk te maken.
De Wet op Bantoe-overheden (Bantu Authorities Act No 68) van 1951 stelde aparte zelfregeringen in voor de verschillende etnische groepen, geleid door personen die door de Zuid-Afrikaanse regering werden benoemd. Hiermee werd vooruitgelopen op de creatie van "onafhankelijke" aparte thuislanden, waarnaar niet-blanken konden worden uitgewezen. Zij zouden daarbij hun Zuid-Afrikaans burgerschap en politieke rechten, inclusief stemrecht, verliezen. Zonder paspoort zouden ze Zuid-Afrika niet meer kunnen binnenkomen. In feite kwam de Bantoe-overheden-wet neer op een indirecte regering door Zuid-Afrika over de niet-blanken via onderdanige, soms goed betaalde, chiefs.
De VN verklaarde al in 1950, dat "raciale segregatie (apartheid)" per definitie hand in hand gaat met "doctrines van raciale discriminatie". Daarmee werd raciale segregatie of raciale discriminatie dus gelijkgesteld met apartheid.
In 1954 werd de apartheid met de Bantu Education Act No 47 uitgebreid tot het onderwijs, dat onder Verwoerd's Ministerie van Naturellen Zaken viel. De zwarten en kleurlingen kregen een apart onderwijssysteem dat geheel was gescheiden van het onderwijs voor blanken. Verwoerd verdedigde dit met het argument dat zwarten geen onderwijs nodig hebben voor werk waar ze toch nooit voor in aanmerking zouden kunnen komen. Zij konden beter worden opgeleid voor hun eigen gemeenschap. De budgetten voor het onderwijs voor deze groepen werd drastisch ingeperkt en scholen die zich niet aan het voorgeschreven leerplan hielden kregen helemaal geen financiering meer en moesten sluiten. Na de invoering van de University Education Act No 45 in 1959 kregen zwarten, kleurlingen en Indiërs ook aparte universiteiten en hadden, uitzonderingen daargelaten, geen toegang meer tot hoger onderwijs voor blanken. Daarnaast kwam er ook censuur op boeken, films, radio en televisie. Zelfs binnen de etnische groepen waren de universiteiten gesegregeerd, met elk hun eigen universiteit, wat uiteraard funest was voor de kwaliteit.

#### Invoering Grote apartheid

Bantoestans in voormalig Zuid-Afrika: gebieden gereserveerd voor de niet-blanken

In 1959 werd de Wet op de Bevordering van Bantoe-zelfbestuur (Promotion of Bantu Self-Government Act No 46) aangenomen, die leidde tot de invoering van 8, later 10 aparte "thuislanden" voor de verschillende etnische niet-blanke bevolkingsgroepen. De Bantoewet markeerde het begin van de Grote apartheid of Grand Apartheid, waarin er niet langer sprake was van één land waarbinnen de "rassen" gescheiden waren, maar van meerdere "thuislanden" waarbinnen slechts plaats was voor één "ras". Bij de invoering daarvan zei Verwoerd:

"The white man wants to retain his domination over his part of the country and is prepared to pay a certain price for it, namely by giving the Bantu full rights to develop in their own areas" (De witte man wil zijn dominantie over zijn deel van het land behouden en is bereid daar een zekere prijs voor te betalen, namelijk volledige rechten voor de Bantoe om zich in hun eigen gebieden te ontwikkelen).

De blanke minderheid offerde dus een klein deel van het land op om de rest voor zichzelf te kunnen behouden.
Ieder thuisland kreeg één afgevaardigde (een Commissaris-Generaal) in de regering. Deze was verantwoordelijk voor de ontwikkeling van het thuisland. Later zouden zij ieder een beperkte "zelfregering" in de eigen bantoe krijgen. Deze bantoestans werden veelal geregeerd door corrupte clan-leiders die door de Zuid-Afrikaanse regering werden betaald en van deze ook militaire assistentie kregen om hun leiderschap te handhaven.
De Bantoewet betekende evenwel tevens het verlies van Zuid-Afrikaans burgerschap en van de zwarte vertegenwoordiging in het Zuid-Afrikaanse parlement. Zij hadden nu immers hun eigen land. Deze wet werd in de volgende jaren aangevuld met een complex web van verdere racistische wetgeving, waarmee de thuislanden werden vormgegeven.

## Regelingen
Onder deze apartheid werden zwarten de laagst betaalde banen aangeboden. Daarnaast kregen ze allemaal aparte gebieden toegewezen, waar ze als buitenlanders werden behandeld. Ze hadden niet het recht om zomaar over hun land te trekken, daarom kregen ze een soort paspoort met daarop hun foto en vingerafdruk en hadden ze toestemming nodig van de overheid voor ze de blanke regio’s mochten binnenkomen, waar ze niet langer mochten blijven dan 72 uur. Ondanks het feit dat de blanken slechts 14% deel uitmaakten van de totale bevolking van Zuid-Afrika, bezaten ze toch 86% van het land. De gemiddelde Zuid-Afrikaanse blanke verdiende 8 keer meer dan de gemiddelde zwarte.

## Apartheidswetgeving
De fysieke scheiding van verschillende bevolkingsgroepen (in die tijd als verschillende rassen en mengsels van rassen beschouwd) vormde de basis van de apartheidspolitiek. De apartheid kon worden onderscheiden in de zogenaamde grote en kleine apartheid.
De "grote apartheid" omvatte het beleid om bepaalde delen van het land aan rassen toe te wijzen en ze vervolgens onafhankelijk te maken. Het leidde tot van staatswege gescheiden leefgebieden van blanken enerzijds en zwarten anderzijds. Iedere raciale groep kreeg primair een woongebied toegewezen, waarbij het grootste deel toekwam aan de blanke bevolking. Door middel van een groot pakket aan wetten werden zwarten en blanken gedwongen gescheiden van elkaar te leven, waarbij de beste voorzieningen uiteindelijk aan de economisch sterkere blanken toevielen.
De "kleine apartheid" regelde de maatschappelijke omgang tussen de verschillende bevolkingsgroepen en het verzekeren van een gescheiden ontwikkeling van de eigen culturen. De kleine apartheid omvatte de raciale segregatie binnen woongemeenschappen. Ook hier werden de blanken in praktijk bevoordeeld.

### De grote apartheid
Het raciale planningsraamwerk waarbinnen de grote apartheid werd uitgevoerd door opeenvolgende kabinetten kan worden gekenschetst door een toespraak van Verwoerd uit mei 1952 als minister van Naturellen Zaken tot het Zuid-Afrikaanse parlement, waarin hij onder andere de volgende uitgangspunten aanvoerde:
- Elke stad, vooral industriële steden, moest één bijbehorende zwarte township (stadswijk) hebben;
- Townships moesten groot zijn en moeten zo worden geplaatst dat ze zich kunnen uitbreiden zonder over te lopen in een ander raciaal groepgebied;
- Townships moesten op een adequate afstand van blanke gebieden worden geplaatst;
- Zwarte townships zouden moeten worden gescheiden van blanke gebieden door een gebied met industriële gebieden, waar zich industrieën bevinden of zijn gepland;
- Townships zouden zich op een eenvoudige vervoersafstand van een stad moeten bevinden, het liefst door spoor- en niet door wegtransport;
- Alle raciale groepgebieden zouden zo moeten worden geplaatst dat ze toegang bieden tot de gezamenlijke industriegebieden en het zakendistrict (CBD) zonder dat het reizen door het groepgebied van een ander ras nodig is;
- Er zouden geschikte open-buffergebieden rond de zwarte township moeten zijn, waarvan de breedte zou moeten afhangen van of de grens wel of niet tegen dicht- of dunbevolkte blanke gebieden aan ligt;
- Townships zouden zich op een aanzienlijke afstand van hoofd- en meer specifiek nationale wegen moeten bevinden, waarvan het gebruik voor lokaal transport (althans door veelal armere zwarten) zou moeten worden ontmoedigd;
- Bestaande verkeerd gesitueerde gebieden zouden moeten worden verplaatst (zie o.a. District 6 in Kaapstad);
- Iedereen wil zijn huishoudbedienden en arbeiders behouden, maar niemand wil een locatie voor inheemsen in de buurt van zijn eigen - aan blanken of kleurlingen voorbehouden - buitenwijk.[19]

Er werden tien zelfstandige gebiedsdelen voor de zwarte bevolking ingesteld, de thuislanden. Vier van deze thuislanden, Bophuthatswana, Ciskei, Transkei en Venda, werden door Zuid-Afrika als onafhankelijke staten beschouwd, maar door geen enkel ander land behalve Zuidwest-Afrika (toenmalig Namibië) erkend. Al in 1913 werd de Wet op Naturellengrond aangenomen, die overdracht van grond tussen blanken en niet-blanken verbood en de creatie van thuislanden voorbereidde.
De thuislanden omvatten slechts 13% van het totale landoppervlak van Zuid-Afrika, terwijl ze geacht werden uiteindelijk de gehele (snelgroeiende) zwarte stammen en volken van het land te huisvesten. Bovendien had de regering de gebieden met economisch potentieel (landbouw, mijnbouw) aan de blanken toegewezen. De thuislanden waren meestal dorre heuvelachtige stukken land, die ook meestal territoriaal geen eenheid vormden. Ze hadden vaak geen eigen industrie of andere significante werkgelegenheid of middelen van bestaan. Dit was een doelbewuste keuze van het apartheidsregime die zo hoopte op goedkoop werkvolk voor de vele boerderijen en goud- en steenkoolmijnen.
De zwarten werd hun Zuid-Afrikaans staatsburgerschap ontnomen en ze werden staatsburgers van een van de thuislanden, ook als ze daar niet woonden. De meesten wilden dit ook niet wegens de slechte werkgelegenheid.

### De kleine apartheid
Ook de kleine apartheid werd geregeld met officiële wetten, zoals de wet op verbod van gemengde huwelijken. Deze wetten verboden onder meer dat mensen van verschillende rassen konden trouwen zodat het ras zuiver gehouden kon worden. Er was ook een wet voor het gebruik van vervoer en het binnentreden van gebouwen en/of openbare gelegenheden, namelijk de wet op aparte gerieven en zorgde ervoor dat zwarten op een apart strand moesten zwemmen, en de achterdeur van banken en winkels moesten gebruiken. Het was ook niet toegestaan voor een blanke man om een zwarte vrouw alleen naar huis te brengen, een man moest zijn vrouw, of een vriend meenemen, anders kon diegene worden aangehouden en worden bestraft.
Hier volgen enkele apartheidswetten:
- De wet op verbod van gemengde huwelijken (1949)
- De ontuchtwet (1950) - verbod op seksuele relatie met ander ras.
- De wet op bevolkingsregistratie (1950) - het registreren van ras was verplicht.
- De groepsgebiedenwet (27 april 1950) - werkverbod van andere rassen in stedelijke gebieden.
- De antikraakwet (1951) - stond ontruiming en de vernietiging van huizen toe door de landeigenaren, de lokale overheden en overheidsfunctionarissen.
- De wet op aparte gerieven (1953) - verbod op het gebruiken van dezelfde openbare voorzieningen.
- De wet op Bantoe-onderwijs (1953) - onderwijs werd gericht op het verrichten van ondergeschikt werk
- De wet op werkgelegenheden (1956) - betere banen waren gereserveerd voor blanken.
- De wet op bevordering van Bantoe-zelfregering (1958) - bevorderen van onafhankelijkheid van thuislanden.

## Invloed op de maatschappij

### Scheiden van de bevolkingen
Het doel van apartheid was om de blanke dominantie te behouden door het scheiden van de plaatselijke bevolkingen. De apartheidswetten die daartoe werden vastgesteld leidden tot de institutionalisering van de rassendiscriminatie. Deze wetten beïnvloedden elk aspect van het sociale leven, het verbod op huwelijk tussen blanken en niet-blanken inbegrepen.
De Wet op bevolkingsregistratie van 1950 deelde alle Zuid-Afrikanen in in drie categorieën: blank, zwart en gekleurd, maar in werkelijkheid was het veel ingewikkelder. De groep kleurlingen bestond uit grotere subgroepen als Indiërs en andere Aziaten. Maar sommige Aziaten werden ook onder zwart geplaatst. Ze werden ingedeeld onder deze twee categorieën op basis van hun uiterlijk, sociale aanvaarding en afkomst.
Wat betreft de kleine Oost-Aziatische populatie in Zuid-Afrika werd deze een constant dilemma voor de overheid. Chinese Zuid-Afrikanen, die afstamden van werkers die ooit naar Zuid-Afrika zijn geëmigreerd om in de goudmijnen van Johannesburg te werken, in de late negentiende eeuw, werden geplaatst onder Andere Aziaten, dus niet-blank of zwart. Daarentegen werden de immigranten van Japan en Taiwan, die in Zuid-Afrika diplomatieke en economische relaties hadden, gezien als ere-blanke (honorary white) met dezelfde privileges als de categorie van de blanken. Waar elke zwarte, blanke of gekleurde werd geplaatst werd beslist door The Department of Home Affairs.

### Repressie
Het apartheidsregime bediende zich van zowel de reguliere politie als van een geheime politiedienst om oppositie in al haar vormen te bestrijden.
In 1949, één jaar na de verkiezingen die de Nasionale Party aan de macht brachten, werd Crimen Laesae Majestatis (hoogverraad) in het strafwetboek opgenomen. Tussen 1952 en 1960 gaf dit aanleiding tot 28 procedures waarin 31 personen vervolgd werden. Rond dezelfde tijd werd het bevorderen van vijandelijkheden tussen Afrikanen en blanken een ernstig misdrijf; dit gaf de staat de kans iedere oppositie tegen het status quo te interpreteren als een aanzet tot raciale vijandelijkheden. In 1950 nam het parlement de wet ter onderdrukking van het communisme aan. De definitie van communisme was zo breed dat men geen communist moest zijn om haar te overtreden. Onder deze wet werden tussen 1951 en 1960 in totaal 107 mensen veroordeeld.

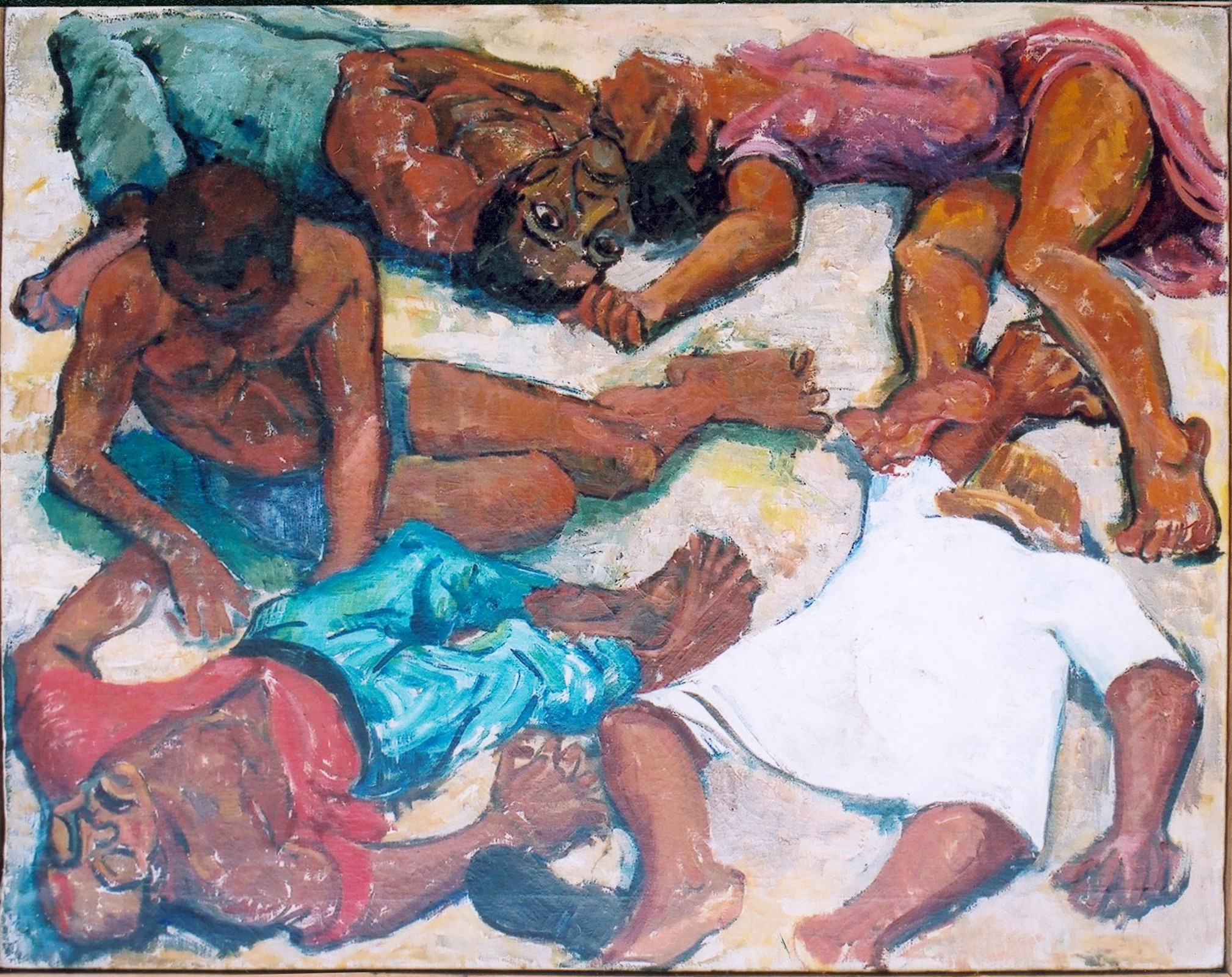
Massamoord in Sharpeville in 1960

Een keerpunt vormde het bloedbad van Sharpeville op 21 maart 1960. De politie vuurde op een vreedzaam protest tegen de pasjeswetten en doodde 69 mensen. De overheid reageerde met het uitroepen van de noodtoestand en met een wet waardoor de politie met terugwerkende kracht onschendbaarheid kreeg met betrekking tot het bloedbad. Op 8 april 1960 werden het Afrikaans Nationaal Congres en het Pan-Afrikaans Congres verboden. Dit leidde tot de opsluiting van naar schatting 2000 mensen en dreef duizenden Zuid-Afrikanen in ballingschap. Het verbod was ook de aanleiding voor het ANC en het PAC om geweld als een legitiem strijdmiddel aan te nemen.
Tegen de achtergrond van de dekolonisatie van Afrika nam de regering in de loop van de jaren 1960 verdere repressiemaatregelen. Vanaf 1963 konden politiecommissariaten mensen gedurende 90 dagen eenzaam opsluiten zonder tussenkomst van een rechter. Vanaf 1965 mochten de media niet meer rapporteren over politiewerkzaamheden. In 1967 werd een wet op het terrorisme aangegeven die terrorisme zo breed definieerde dat iedere oppositie tegen de bestaande toestand als een terroristische daad kon worden beschouwd. De geheime politie verspreidde een fotoboek van 7000 vermeende 'terroristen': in feite een bonte mengelmoes gaande van onafhankelijke journalisten en romanschrijvers in ballingschap tot de occasionele echte samenzweerder en potentiële massamoordenaar. Ambtenaren van verschillende overheidsdiensten (zoals de posterijen) en werknemers van sommige privéondernemingen kregen van de politie een opleiding in het gebruik van vuurwapens.
De moord op Steve Biko, op 12 september 1977 na zijn vierde arrestatie doodgeslagen door vijf politieagenten, wekte ook internationaal bijzondere verontwaardiging en werd het onderwerp van diverse liederen door bekende artiesten, het boek Biko van journalist Donald Woods en de daarop gedeeltelijk gebaseerde film Cry Freedom.

## Internationale betrekkingen
Toen India in 1947 onafhankelijk werd en binnen het Gemenebest bleef, besloot Hendrik Verwoerd de onafhankelijkheid van Zuid-Afrika binnen het Gemenebest aan te vragen. De aanvraag werd verworpen met als argument dat het systeem van rassensegregatie geen gewenste regeringsvorm was. Het apartheidssysteem kreeg enorm veel kritiek, vooral van het Indiase lid van het Gemenebest. Ook Canada was fel tegenstander van het systeem. Uiteindelijk leidde juist deze kritiek tot de onafhankelijkheid van Zuid-Afrika, zonder dat het lid bleef van het Gemenebest. Zuid-Afrika werd als gevolg van zijn rassenbeleid ook uit vele internationale organisaties verbannen.

### Internationale boycot
Vanaf 1960 kreeg Zuid-Afrika te maken met een internationale boycot, zowel op het gebied van diplomatieke betrekkingen, als economisch, cultureel en academisch, later aangevuld met een wapenembargo. De boycots duurden deels tot in 1994.

### Internationaal strafrecht
De Algemene Vergadering van de Verenigde Naties heeft meerdere resoluties aangenomen waarin ze apartheid als politiek systeem een misdaad tegen de menselijkheid noemt, en nam in 1973 het Internationaal Verdrag inzake de bestrijding en bestraffing van de misdaad van apartheid aan. Dit verdrag bepaalt in artikel I dat apartheid een misdrijf tegen de menselijkheid is, en geeft in artikel II een uitgebreide definitie van dit misdrijf. Ook resolutie 556 van de VN-Veiligheidsraad uit 1984 veroordeelde apartheid als een misdaad tegen de menselijkheid. Het Eerste Aanvullend Protocol bij de Conventies van Genève noemt apartheid een oorlogsmisdaad, en op aandringen van Zuid-Afrika werd de misdaad van apartheid als misdaad tegen de menselijkheid opgenomen in het Statuut van Rome inzake het Internationaal Strafhof. De definitie volgens het Statuut van Rome luidt: 'onmenselijke handelingen ... gepleegd in het kader van een geïnstitutionaliseerd regime van systematische onderdrukking en overheersing door een groep van een bepaald ras van een of meer groepen van een ander ras en begaan met de opzet dat regime in stand te houden[.]'

## Einde van de apartheid
Het einde van de Koude Oorlog betekende ook het einde van de niche die Zuid-Afrika gebruikte om apartheid in stand te kunnen houden. Met de dekolonisatie groeide het aantal Afrikaanse landen dat protesteerde tegen het apartheidsbeleid, maar waar ook communistische invloeden gevreesd werden. Van dat vermeende rooi gevaar werd gebruikgemaakt om stilzwijgende internationale steun te behouden.
De internationale anti-apartheidsbeweging isoleerde het land steeds meer, terwijl na de succesvolle jaren 1960 de economische groei stagneerde doordat het de zwarte bevolking aan inkomsten ontbrak. Uiteindelijk werd in 1990 Nelson Mandela na 27 jaar gevangenschap vrijgelaten uit de Victor Verstergevangenis en begonnen de onderhandelingen om een einde te maken aan de apartheid. In 1994 werd de apartheid formeel opgeheven en werden de eerste multiraciale verkiezingen gehouden. Daarmee kwam het Afrikaans Nationaal Congres (ANC) aan de macht, waarna Mandela president werd.
In 1995 werd een waarheidscommissie in het leven geroepen om de verzoening van de Zuid-Afrikanen na de val van het apartheidsregime te bevorderen. Slachtoffers van de repressie konden het dossier inkijken dat de geheime politie had opgesteld over henzelf of soms over hun vermoorde familieleden. Niettemin had de geheime politie kort tevoren een groot deel van het materiaal (waaronder alle exemplaren op 3 na van het hogervermelde fotoboek) massaal vernietigd.

## Heden
Alhoewel in Zuid-Afrika apartheid officieel ten einde is gekomen bestaat er bij verschillende mensen nog steeds een gevoel van minachting ten opzichte van bevolking met een andere herkomst of uiterlijke kenmerken.
Het percentage van gemengde huwelijken in Zuid-Afrika is nog steeds erg laag en de maatschappelijke acceptatie is niet te vergelijken met die in Europa.
Zuid-Afrika heeft geprobeerd met een als Black Economic Empowerment betitelde wetgeving meer kansen voor zwarte werknemers te creëren ten koste van blanken, die nog onevenredig vertegenwoordigd waren in met name de betere banen. Deze vorm van positieve discriminatie werd echter zwaar bekritiseerd door o.a. Desmond Tutu en Mangosuthu Buthelezi. De regeling zou tot een brain drain van hoogopgeleide blanken leiden. Bovendien zouden bedrijven gedwongen worden om kandidaten op ras te selecteren en zou geschiktheid voor de positie op de tweede plaats komen. Uiteindelijk zou het netto effect zijn dat slechts een kleine groep zwarten daadwerkelijk voordeel van de regeling zou hebben, waardoor mogelijk uiteindelijk louter de blanke elite uit de Apartheid zou worden vervangen door een elite van blanke achterblijvers en zwarte nieuwkomers.

## Tijdlijn van de apartheid

### Tot 1948 (aanloop tot de apartheid)
- 1652 - Jan van Riebeeck landt op Kaap de Goede Hoop; huwelijken tussen de lokale niet-blanke bewoners en de nieuwe immigranten worden getolereerd en gelegaliseerd onder het bewind van de VOC.
- 1809 - Drie jaar na de tweede Britse overname onder het beleid van gouverneur Caledon zijn er pasjeswetten die de Khoisan verbieden buiten de hun toegewezen gebieden te verhuizen zonder schriftelijke toestemming.
- 1828 - De pasjeswetten die de Khoisan beïnvloeden worden afgeschaft.
- 1865 - Sir Theophilus Shepstone stelt dat zwarte mensen in Natal niet mogen stemmen.
- 1891 - De Oranje Vrijstaat verbiedt mensen van Aziatische afkomst om in de republiek te wonen.[27]
- 1894 - Cecil Rhodes voorkomt dat de gekleurde Krom Hendriks deelneemt aan een cricket-tour van het Kaapse team naar Engeland.
- 1902 - Het Verdrag van Vereeniging kondigt het einde van de Tweede Onafhankelijkheidsoorlog aan.
- 1903 - Alfred Milner richt Sanac op ("South African Native Affairs Commission").
- 1905 - De bevindingen van Sanac worden gepubliceerd. Academici zien het als een blauwdruk voor op rassen gebaseerde segregatie (1910-1948) en apartheid (tot 1990).
- 1905 - Alfred Milner introduceert verplichte segregatie voor Kaapse scholen.
- 1907 - De South Africa Act, die door het Britse parlement wordt geratificeerd na besprekingen tussen de twee voormalige koloniën en twee voormalige Boerenrepublieken, bepaalt dat alleen personen van Europese afkomst in het parlement kunnen worden gekozen.
- 1910 - De Unie van Zuid-Afrika ontstaat.
- 1913 - De Natives Land Act van 1913 wordt ingevoerd, grondeigendom is voor niet-blanken verboden.

### 1948-1986 (hoofdperiode van de apartheid)
- 1948 - De Nationale Partij komt aan de macht.
- 1949 - Wet op het verbod op gemengde huwelijken, aparte wachtrijen bij blanke en niet-blanke postkantoren.
- 1950 - Bevolkingsregistratie, groepsgebieden, onderdrukking van het communisme en immoraliteitswetten geïntroduceerd.
- 1951 - Separate Representation of Kiezers Act, Bantu Authorities Act.
- 1953 - Afzonderlijke voorzieningenwet geïntroduceerd.
- 1954 - De Tomlinson-commissie dient het Tomlinson-rapport in waarin wordt aanbevolen afzonderlijke ontwikkeling als nationaal beleid te aanvaarden. In het rapport wordt aanbevolen om de komende tien jaar meer dan R200 miljoen te investeren in de ontwikkeling van zwarte gebieden. De Native Relocation Act wordt geaccepteerd.
- 1955 - 25 en 26 juni: 2884 afgevaardigden wonen het Congres van het Volk bij in Kliptown waarin de Group Areas Development Act wordt aanvaard.
- 1956 - Apartheid gold voor busdiensten. Native (Verbod van Interdicts) Act wordt geaccepteerd
- 1959 - Bantu Investment Corporation Act
- 1960 - 69 zwarten worden doodgeschoten en 180 gewonden tijdens het Sharpeville-incident
- 1961 - Wet op de gekleurde Commonwealth Reserves, Conservation Act op de gekleurde gebieden, de Urban Bantu Laws Act.[28]
- 1966 - District Six in Kaapstad wordt tot blank gebied verklaard. Ongeveer 150.000 andere mensen verhuizen ergens anders.
- 1976 - De schoolopstand van 1976 werd gewelddadig toen de politie traangas en honden gebruikte tegen schoolkinderen die ruzie maakten tegen het Afrikaans als instructiemiddel op zwarte scholen. Veel kinderen, waaronder Hector Petersen, zijn door de politie doodgeschoten.
- 1977 - De Theron-commissie stelt vast dat het Westminster-systeem een belemmering vormt voor goed bestuur in een multiculturele en pluralistische samenleving als Zuid-Afrika en doet constitutionele aanbevelingen.
- 1984 - Na de 'Ja'-stemming in een referendum onder blanke kiezers, wordt een nieuwe grondwet en het driekamerparlement opgesteld.
- 1985 - Nadat de rellen die in september 1984 uitbraken niet onder controle zijn, werd in juli 1985 de Eerste Noodsituatie aangekondigd.
- 1986 - In juni wordt een nieuwe noodtoestand aangekondigd, die strikte beperkingen oplegt aan de media. Jonge zwarte mensen die bekend staan als de kameraden beginnen andere zwarte mensen te vermoorden die ervan verdacht worden samen te werken met de apartheidsregering of die niet willen meedoen aan de strijd ertegen.

### 1987-1994 (einde van de apartheid)
- 1987 - Een groep gematigde Afrikaans- sprekers ontmoet ANC- leiders tijdens de Dakar-top.
- 1990 - Op 2 februari kondigde president F.W. de Klerk bij de opening van het parlement dat het ANC en andere fracties worden beperkt en dat Nelson Mandela wordt vrijgelaten.
- 1990 - Op 11 februari wordt de anti-apartheidsstrijder Nelson Mandela, die 27 jaar is vastgehouden als politiek gevangene, vrijgelaten uit de Victor Verster-gevangenis in Paarl, Zuid-Afrika.
- 1991 - De KODESA- gesprekken beginnen op 20 december.
- 1992 - Blanke Zuid-Afrikanen stemmen op 18 maart over een controversieel referendum met een overweldigende meerderheid (68,6%) voor langdurige besprekingen over de oprichting van een volwaardige democratie in Zuid-Afrika.
- 1994 - Eerste niet-raciale, democratische verkiezingen. Het ANC is aan de macht. Zuid-Afrika wordt het enige land ter wereld waar wetgeving zoals positieve actie ten gunste van de meerderheid wordt gesteld. De raciale classificatie gaat door met het resulterende nadeel van bepaalde raciale groepen.